# Macrothamnium macrocarpum
Macrothamnium macrocarpum är en bladmossart som beskrevs av Fleischer 1905. Macrothamnium macrocarpum ingår i släktet Macrothamnium och familjen Hylocomiaceae. Inga underarter finns listade i Catalogue of Life.